# Karacabey (district)
Karacabey is een Turks district in de provincie Bursa en telt 79.115 inwoners (2007). Het district heeft een oppervlakte van 1296,7 km².
De bevolkingsontwikkeling van het district is weergegeven in onderstaande tabel.
| 1997   | 2000   | 2007   |
| ------ | ------ | ------ |
| 79.254 | 76.887 | 79.115 |